# Neros koloss
Neros koloss (latin: Colossus Neronis) var en monumental staty i förgylld brons, föreställande kejsar Nero. Statyn utfördes av den grekiske skulptören Zenodoros och var 30 meter hög; andra källor anger höjden 36 meter. Statyn stod i vestibulen till Neros gyllene hus (Domus Aurea), Neros gigantiska palatskomplex på Palatinen och Velia. Efter Neros död år 68 lät kejsar Vespasianus ändra statyn till att föreställa solguden Sol Invictus. Den flaviska amfiteatern Colosseum är uppkallad efter Neros koloss.
Kejsar Commodus lät byta ut statyns huvud mot ett som föreställde honom själv som Hercules. Efter Commodus död år 192 återställdes statyn emellertid till sitt tidigare utseende. Kolossen omnämns för sista gången i en illuminerad handskrift från slutet av 300-talet. Statyn förstördes därefter i samband med en jordbävning eller vid Roms skövling år 410. Resterna av statyns grund kan beskådas vid Via dei Verbiti vid Colosseum.

## Bilder
| - Mynt med Neros porträtt (advers) och Neros koloss (revers). |